# New Rules
New Rules – szósty singel brytyjskiej piosenkarki Duy Lipy z jej debiutanckiego albumu studyjnego, zatytułowanego Dua Lipa. Singel został wydany 21 lipca 2017. Twórcami tekstu utworu są Caroline Ailin, Emily Warren, Ian Kirkpatrick, natomiast jego produkcją zajął się Kirkpatrick.
„New Rules” jest utrzymany w stylu muzyki tropical house, EDM i electropop. Utwór był notowany na 1. miejscu na liście najlepiej sprzedających się singli w Wielkiej Brytanii, a także trafił na szczyt w Belgii, Holandii, Irlandii i na Węgrzech. Piosenka posiada teledysk, który miał premierę 7 lipca 2017. Reżyserem wideo został Henry Scholfield.

## Lista utworów
- Digital download – Acoustic[1]

1. „New Rules” (Acoustic) – 3:33

- Digital download – Initial Talk Remix[2]

1. „New Rules” (Initial Talk Remix) – 3:44

- Digital download – Remixes EP[3]

1. „New Rules” (Kream Remix) – 4:40
2. „New Rules” (Freedo Remix) – 3:33
3. „New Rules” (SG Lewis Remix) – 4:13
4. „New Rules” (MRK Club Mix) – 4:44
5. „New Rules” (Alison Wonderland Remix) – 4:23

- CD single[4]

1. „New Rules” – 3:29
2. „New Rules” (Acoustic) – 3:33

- Digital download – Live[5]

1. „New Rules” (Live) – 4:35

## Personel
Opracowano na podstawie materiału źródłowego.
- Dua Lipa – wokal
- Emily Warren – autorka tekstu
- Caroline Ailin – autorka tekstu
- Ian Kirkpatrick – inżynier, produkcja, programowanie
- Chris Gehringer – mastering
- Josh Gudwin – miksowanie

## Notowania
| Lista (2017–18)                               | Najwyższa pozycja |
| --------------------------------------------- | ----------------- |
| Australia (Top 50 Singles)                    | 2                 |
| Austria (Ö3 Austria Top 40)                   | 11                |
| Belgia (Ultratop 50 Singles, Flandria)        | 1                 |
| Belgia (Ultratop 50 Singles, Walonia)         | 4                 |
| Czechy (Rádio – Top 100)                      | 31                |
| Czechy (Singles Digitál – Top 100)            | 6                 |
| Dania (Track Top-40)                          | 14                |
| Finlandia (Suomen virallinen lista – Singlet) | 5                 |
| Francja (Top Singles & Titres)                | 45                |
| Hiszpania (PROMUSICAE)                        | 15                |
| Holandia (Single Top 100)                     | 1                 |
| Irlandia (Singles Chart)                      | 1                 |
| Kanada (Billboard Canadian Hot 100)           | 7                 |
| Niemcy (Media Control Charts)                 | 9                 |
| Norwegia (VG-Lista)                           | 5                 |
| Nowa Zelandia (Recorded Music NZ)             | 3                 |
| Polska (AirPlay – Top)                        | 5                 |
| Portugalia (AFP)                              | 3                 |
| Słowacja (Rádio – Top 100)                    | 34                |
| Słowacja (Singles Digitál – Top 100)          | 6                 |
| Stany Zjednoczone (Hot 100)                   | 6                 |
| Szwajcaria (Singles Top 100)                  | 11                |
| Szwecja (Sverigetopplistan)                   | 7                 |
| Węgry (Rádiós Top 40 játszási lista)          | 1                 |
| Węgry (Single (track) Top 40 lista)           | 8                 |
| Wielka Brytania (UK Singles Chart)            | 1                 |
| Włochy (FIMI)                                 | 8                 |

| Lista (2017)                             | Najwyższa pozycja |
| ---------------------------------------- | ----------------- |
| Australia (Top 100 Singles)              | 22                |
| Austria (Ö3 Austria Top 40)              | 52                |
| Belgia (Ultratop, Flandria)              | 17                |
| Belgia (Ultratop, Walonia)               | 67                |
| Dania (Track Top-100)                    | 58                |
| Holandia (Single Top 100)                | 19                |
| Kanada (Billboard Canadian Hot 100)      | 64                |
| Niemcy (Media Control Charts)            | 41                |
| Nowa Zelandia (Recorded Music NZ)        | 17                |
| Polska (ZPAV)                            | 83                |
| Stany Zjednoczone (Hot Dance Club Songs) | 9                 |
| Szwajcaria (Singles Top 100)             | 61                |
| Szwecja (Sverigetopplistan)              | 39                |
| Wielka Brytania (UK Singles Chart)       | 11                |
| Włochy (FIMI)                            | 62                |
| Lista (2018)                             | Najwyższa pozycja |
| Australia (Top 100 Singles)              | 54                |
| Belgia (Ultratop, Flandria)              | 43                |
| Holandia (Single Top 100)                | 91                |
| Irlandia (Singles Chart)                 | 28                |
| Kanada (Billboard Canadian Hot 100)      | 17                |
| Niemcy (Official German Charts)          | 100               |
| Nowa Zelandia (Recorded Music NZ)        | 40                |
| Stany Zjednoczone (Hot 100)              | 16                |
| Szwajcaria (Singles Top 100)             | 92                |
| Szwecja (Sverigetopplistan)              | 63                |
| Wielka Brytania (UK Singles Chart)       | 20                |

## Certyfikaty i sprzedaż
| Kraj                      | Certyfikat         | Sprzedaż    |
| ------------------------- | ------------------ | ----------- |
| Australia (ARIA)          | 7x platynowa płyta | 490 000+    |
| Austria (IFPI Austria)    | 2x platynowa płyta | 60 000+     |
| Belgia (BEA)              | 2x platynowa płyta | 40 000+     |
| Dania (IFPI Danmark)      | 2x platynowa płyta | 180 000+    |
| Francja (SNEP)            | diamentowa płyta   | 333 333+    |
| Hiszpania (Promusicae)    | 4x platynowa płyta | 240 000+    |
| Kanada (MC)               | diamentowa płyta   | 800 000+    |
| Niemcy (BVMI)             | 2x platynowa płyta | 800 000+    |
| Norwegia (IFPI Norge)     | 3x platynowa płyta | 180 000+    |
| Nowa Zelandia (RMNZ)      | 7x platynowa płyta | 210 000+    |
| Polska (ZPAV)             | diamentowa płyta   | 250 000+    |
| Portugalia (AFP)          | 4x platynowa płyta | 40 000+     |
| Stany Zjednoczone (RIAA)  | 5x platynowa płyta | 5 000 000+  |
| Szwecja (GLF) (streaming) | 4x platynowa płyta | 32 000 000+ |
| Wielka Brytania (BPI)     | 5x platynowa płyta | 3 000 000+  |
| Włochy (FIMI)             | 3x platynowa płyta | 150 000+    |

## Historia wydania
| Region            | Data                 | Format                       | Wersja                  | Wytwórnia    | Źródło |
| ----------------- | -------------------- | ---------------------------- | ----------------------- | ------------ | ------ |
| Wielka Brytania   | 21 lipca 2017        | Contemporary hit radio       | Original                | Warner Music | [ 90 ] |
| Włochy            | 28 lipca 2017        | Contemporary hit radio       | Original                | Warner Music | [ 91 ] |
| Stany Zjednoczone | 21 sierpnia 2017     | Hot adult contemporary radio | Original                | Warner Bros. | [ 92 ] |
| Stany Zjednoczone | 22 sierpnia 2017     | Contemporary hit radio       | Original                | Warner Bros. | [ 93 ] |
| Świat             | 25 sierpnia 2017     | Digital download             | Alison Wonderland Remix | Warner Music | [ 94 ] |
| Świat             | 20 października 2017 | Digital download             | Acoustic version        | Warner Music | [ 1 ]  |
| Świat             | 3 listopada 2017     | Digital download             | Remixes EP              | Warner Music | [ 3 ]  |
| Niemcy            | 17 listopada 2017    | Singel CD                    | Original                | Universal    | [ 4 ]  |
| Świat             | 23 listopada 2017    | Digital download             | Initial Talk Remix      | Warner Music | [ 2 ]  |
| Świat             | 6 września 2018      | Digital download             | Live                    | Warner Music | [ 5 ]  |